# تندر ارشمیدس

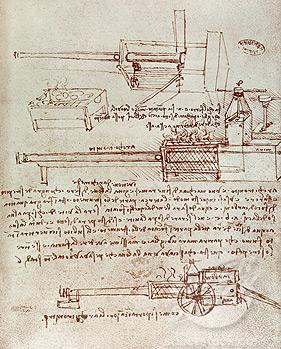
دست‌خط داوینچی در توصیف تندر ارشمیدس

تندر ارشمیدس یک توپ بخار بود که شرح آن در برگه‌های لئوناردو دا وینچی در اواخر قرن ۱۵ آمده است. داونیچی این اختراع خود را به ارشمیدس، ریاضیدان، فیزیکدان، مهندس، مخترع و منجم یونان باستان که در قرن سوم پیش از میلاد می‌زیسته تقدیم کرده و به افتخار او نامگذاری کرده‌است.
توضیحات داوینچی میان برگه‌های او گم شده بود تا آنکه اتین-ژین دلکیوز از بنیاد فرانسه آن را در سال ۱۸۳۸ دوباره کشف کرده، و در سال ۱۸۴۱، خیلی پیش از آن که موتورهای بخار فشار قوی اختراع شوند، در مجلهٔ له آرتیست به چاپ رساند.